# Svenska bageri- och konditoriindustriarbetareförbundet
Svenska bageri- och konditoriindustriarbetareförbundet var ett svenskt fackförbund inom Landsorganisationen (LO) som ursprungligen bildades 1896 under namnet Svenska bageriarbetareförbundet men namnändrades 1906 till Svenska bageri- och konditoriarbetareförbundet och 1914 till Svenska bageri- och konditoriindustriarbetareförbundet. Det upphörde då det tillsammans med Svenska slakteri- och charkuteriarbetareförbundet bildade Svenska livsmedelsarbetareförbundet. 

## Bakgrund
Bageriarbetarna var fackliga banbrytare bland livsmedelsarbetarna. De hade även för sin tid usla förhållanden med 16 till 18 timmars arbetsdag med ständigt nattarbete. Lön in natura, exempelvis fri bostad, var vanligt. 

## Historia
- 1886 bildades Malmö bageriarbetarefackförening, som var landets första för yrkesgruppen. Den fick efterföljare och behov att ett landsomfattande förbund uppstod.
- 1896 samlades en konferens i Göteborg där tio föreningar bildade Svenska bageriarbetareförbundet. Ordförande blev Anders Sjöstedt, som var kvar på posten i 25 år.
- 1897 inrättades en konfliktfond, förbundsorganet Bageriarbetaren startades och man anställde en heltids förtroendeman.
- 1898 startades en för manliga medlemmar obligatorisk rese- och understödskassa.
- 1900 tillkom en sjuk- och begravningskassa.
- 1901 bildades även en understöds- och invaliditetskassa.
- 1902 deltog förbundet i den politiska storstrejken.
- 1903 slog man samman understöds- och invaliditetskassan med sjuk- och begravningskassan.
- 1904 uppgick Svenska sockerbageriarbetareförbundet med fem avdelningar om 75 medlemmar i förbundet.
- 1906 bytte man, p.g.a. sockerbagarnas inträde, namn till Svenska bageri- och konditoriindustriarbetareförbundet. Samma år inrättade man en startfond för kooperativa företag och rese- och understödskassan döptes om till arbetslöshetskassa.
- 1909 deltog förbundet i storstrejken utan att tappa medlemmar och slöt sitt första rikstäckande avtal.
- 1914 ändrades namnet ännu en gång och nu till Svenska bageri- och konditoriindustriarbetareförbundet.
- 1922 sammanslogs förbundet med Svenska slakteri- och charkuteriarbetareförbundet och de bildade Svenska livsmedelsarbetareförbundet.